# 海中居住施設

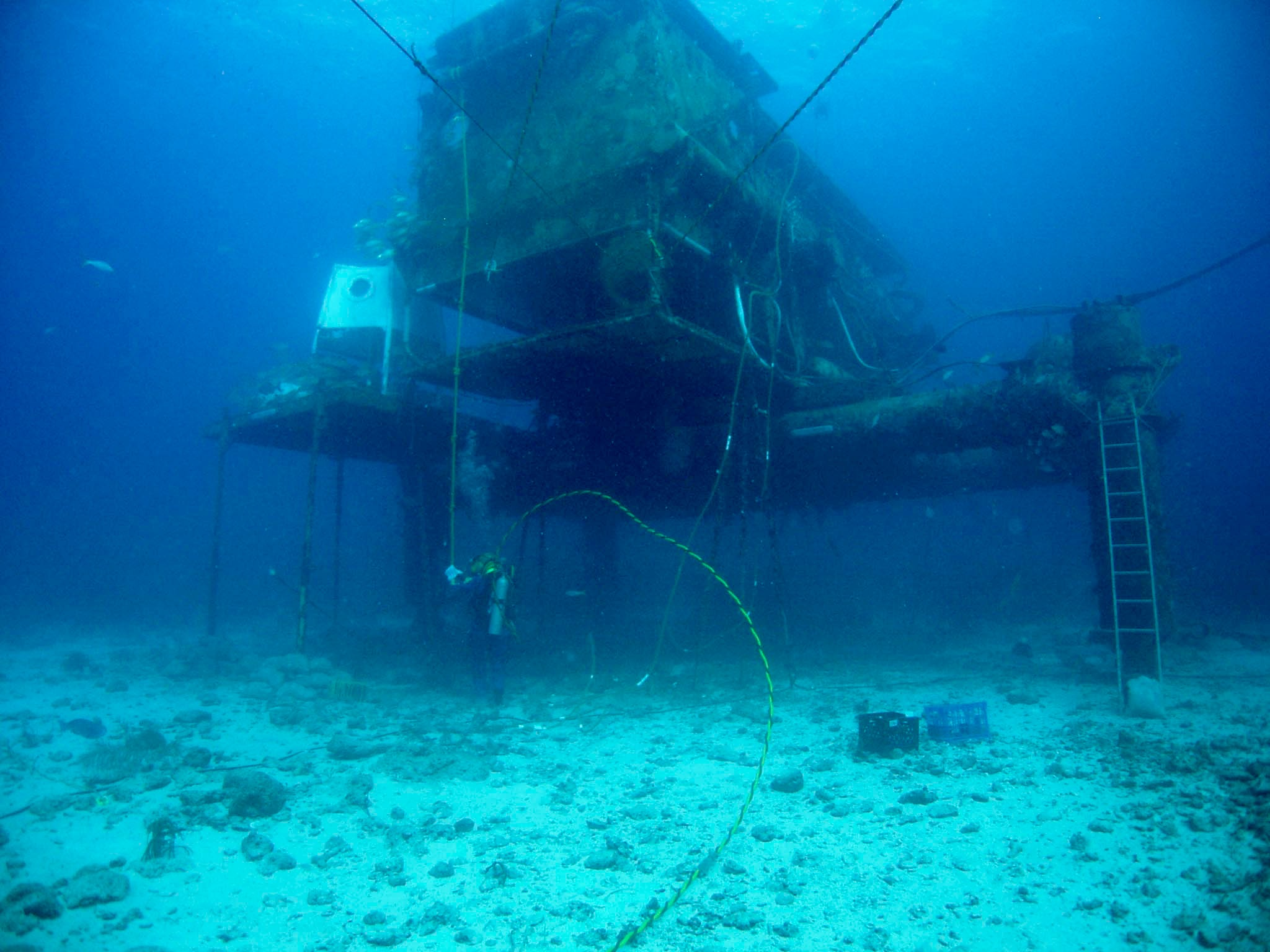
フロリダ州キー・ラーゴの沖合に設置されたNASAの宇宙飛行士の訓練施設であるAquarius

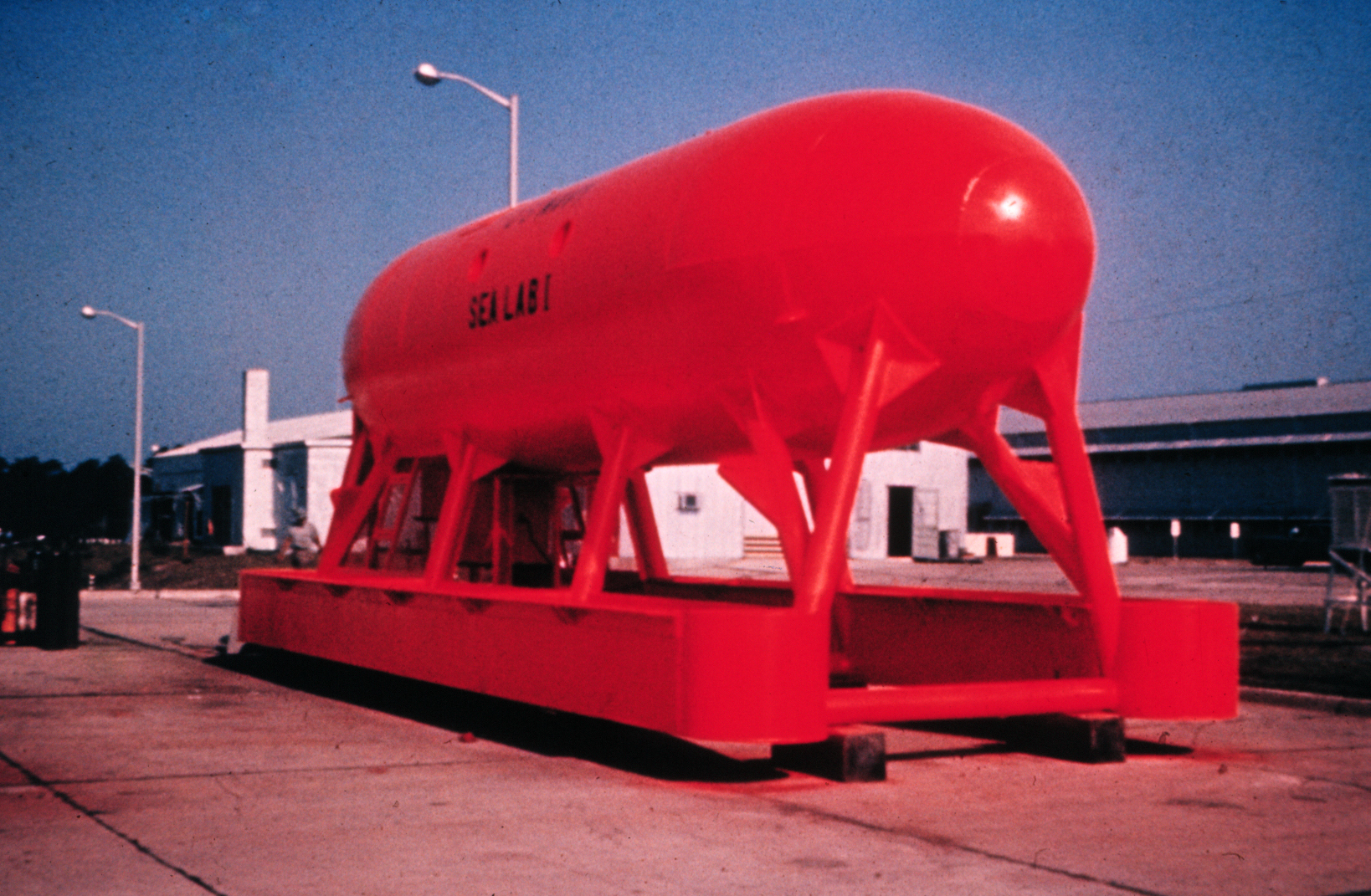
SEALAB

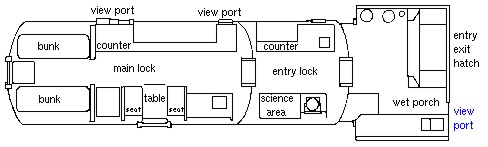
Aquariusの内部

海中居住施設（かいちゅうきょじゅうしせつ、英語: Sea habitat）は、長期間の海中への滞在を目的とした定置式の施設。

## 概要
長期間の滞在を可能にするためにエアロック、減圧設備などを備える。また飽和潜水の場合には窒素中毒を防止するためにヘリウムを含むガスが使用される。

## 歴史
1960年代から各国で海底居住施設での試験が開始された。フランスではジャック＝イヴ・クストーによってプレコンチナン計画が進められ、アメリカではSEALAB計画が進められた。
日本では1968年に民間の資金で海底ハウス歩号I世が建造され、 静岡県沼津市内浦の沖合、水深8mに設置され、3年3ヶ月にわたり居住実験が行われた。
神戸ポートアイランド博覧会ではフランスの海洋建築家ジャック･ルージュリー(Jacques Rougerie)の開発した海中ハウスであるガラテが展示された。
1970年代に入ると、海中居住施設の建設・維持費用が高いこと、水深100m以下の海底は暗黒で目的とする調査研究の対象が少ないこと、24時間体制で十分な潜水支援体制が海上になければ海中居住が維持できないこと、海中居住によって得られる成果も海面から潜水して得られる成果もあまり変わらず、費用対効果が芳しくないことなどから衰退した。
現在では海洋開発としてではなく、宇宙飛行士の訓練であるNASA極限環境ミッション運用（NASA Extreme Environment Mission Operations: NEEMO）の一環としてフロリダ州キー・ラーゴ沖でアクエリアスが運用される。

## 関連プロジェクト
|          | 年                      | 状態             | 最大深度   | 説明 |
| -------- | ----------------------- | ---------------- | ---------- | --- |
|          | 1962                    | 中断した         | 61 m       | Man in the Sea I, 米国 最初のAquanautはEdwin A. LinkのプロジェクトMan-In-The-Sea IプロジェクトのRobert Stenuitだった。 1962年9月6日、彼は鋼製シリンダーの深さ61mで24時間15分を過ごし、いくつかの出口を完成させた。 |
|          | 1962                    | 中断した         | 10m        | Conshelf I 若しくは Precontinent I (Jacques-Yves Cousteau), フランス ジャッキー・クルセウス・コンセプシオン・プロダクト・オブ・ジャック 前大陸連邦は、10ヶ月前に生息地の中のマルセイユ地方の生息地となった。 アルバートファルコとクロードウェズリーは、ワシェのために書かれている。 ディオーニュス戦争中の戦闘機は戦闘機5m、戦闘機2,5m、ファーンセーラー、ラジオ、爆弾 |
|          | 1963                    | 中断した         | 25m        | Conshelf II 若しくは Precontinent II (Jacques-Yves Cousteau), フランス/スーダン ポートスーダンの前にあるリーフのShaab Rumiにあるこの工場は、3つの水中ステーションで構成されていた。 - 10mの深さにあるヒトデの形をしたメインハウスのヒトデ - 海底潜水ソーサーのガレージ10m深さ - 25 m深さの深い研究室ディープステーション 5人が1か月間本館に住んでいましたが、ディープステーションではさらに2人が1週間滞在した。 |
|          | 1964                    | 中断した         | 126m       | Man in the Sea II, 米国 1964年6月、Robert StenuitとJon LindberghはEdwin A. LinksのMan-in-the-Sea IIプログラムで深さ126mで49時間を過ごした。 その生息地は、「SPID」と呼ばれる弾性バルーン（「水中ポータブルインフレータブル・ドウェリング」、「潜水用、携帯用、インフレータブル・ドウェル」の英語）で構成されている。 |
|          | 1964                    | 中断した         | 59m        | Sealab I, 米国 シーラブIは、マリン。 1964年7月、4人のダイバーが59メートルの深さで9日間過ごした。 植物の長さは12.19m（40フィート）、直径は2.74m（9フィート）で、使用可能な面積は約33㎡である。 |
| Sealab 1 | 1965                    | 中断した         | 62,5m      | Sealab II, ラホヤ/カリフォルニア, 米国 シーラブIIは、カリフォルニア州ラホヤのスクリップス海洋研究所の埠頭から約1km離れた海底の駅を利用するために、8月28日から10月14日の間に62.5m（205ft）の深さで行われた 探検する この生息地は、直径3.66m（12ft）の鋼製シリンダーと17.37m（57ft）の長さから成り、有効面積は約63.57㎡である。 |
|          | 1965                    | 中断した         | 11m        | Glaucus, プリマス, イギリス この自己造成の生息地は、長さ3.7 m、高さ2.1 m、重さ2トンの円筒で構成されています。 ボーンマス・アンド・プール・サブ・アクア・クラブのメンバーであるコリン・アーウィン（19歳）とジョン・ヘイス（22歳）は、深さ11mのところで1週間滞在しました。 生息地には2つのベッドと電話がありました。 開発には約6ヶ月かかり、1000ポンドの費用がかかりました。 CO 2はソーダ石灰によって空気から濾過され、水面からの空気供給が必要でないように酸素で置換された。 バーミンガム大学のヒューマンインターフェイス技術チームは、施設が少なくとも実質的に再アクセス可能になるように、Plymouth Soundの仮想シミュレーションに生息地をデジタルで再構築しました。 |
|          | 1965                    | 中断した         | 100m       | Conshelf III 若しくは Precontinent III (Jacques-Yves Cousteau), フランス このプロジェクトは100メートルの深さでニースの近くで行われました。 6人のメンバーが3週間この生息地に住み、毎日の退出中に潜在的な仕事能力をテストしました。 実際の生息地は球状で、2階建てであった。 それは水中のバラストと水面のフロートの両方として機能するプラットフォームに座っていました。 |
|          | 1966–1986               | 中断した         |            | Hydrolab, 米国 Hydrolabは、5.49m×2.44mの寸法の円筒からなっていた。 それには入口ロックがありました。そのため、生息地内の任務の終わりに、水域の管理下で減圧を行うことができました。 研究プラットフォームとして150のミッションでおよそ500人の水上人を務めました。 1986年、それはスミソニアン研究所に引き渡されました。スミソニアン研究所はまだ今日のところです。 |
|          | 1968/1972               | 中断した         | 13m        | Edalhab (Engineering Design and Analysis Laboratory Habitat), 米国 このリクライニングシリンダーの生息地は高さ2.6メートル、長さ3.3メートル、重さ14トンでした。 それは、エンジニアリングデザインと分析ラボの学生によって作られました。 1968年4月26日、ニューハンプシャー州Alton Bayで4人の学生が48時間6分をこの生息地で過ごしました。 これに続いて12.2mの2つのミッションが続きました Edalhab II, FLARE (Florida Aquanaut Research Expedition) ニューハンプシャー大学と酸素/窒素呼吸ガスの使用に関するNOAAによるこの実験も、1972年にエダラハ（Edalhab）で行われた。 これら3つのミッションのために、マイアミの生息地は13.7mの深さに位置していた。 この実験への変換は、生息地の重量を23トンに増加させた。                                                                                     |
|          | 1968–1974               | 中断した         | 30m        | Chernomor I と Chernomor II, ソビエト連邦 この生息地は2.9 m×7.9 mの円筒と62 tの変位で構成されています。 サイトは黒海だった。 最初の一連のミッション（Chernomor I '）は1968年7月に始まりました。5チームの28人の水上警察は12.5 mで4〜6日を過ごしました。 変換後、ハビタット（現在の「チェノモアⅡ」）は、水面にかかわらず30mで2週間運転することができました。 1969年から1972年の間に、水上人は多数のミッションの中で生息地に4000時間の工数を費やしました。 最長の任務は15日で52日間続き、3-5人（1971年）でした。 4tの負の浮力が低いため、生息地はダイバーを30〜40°先に1回叩いた。 別の時に、それは海岸に休まれるまで、何度も飛び越された。 |
|          | 1968–1969               | 中断した         | 10m        | BAH I,ドイツ 「BAH I」（「Biologische Anstalt ヘルゴラント島」）の長さは6m、直径は2mです。 それは約20トンの重さで、2人の乗組員を対象としていました。 - 1968年9月のユルゲン・ドーシェルとゲルハルト・ローケナーとのバルト海での深さ10メートルの最初の任務は11日間かかった。 - 1969年6月、コンスタンツ湖での1週間の浅い水の使命が続いた。 - 47mに生息地を固定しようとすると、2人のダイバーが氾濫し、海底に沈んだ。 必要な減圧速度に従って2人のダイバーと一緒に持ち上げることに決めました。 誰も害にならなかった。 「BAH I」は、より大きな水中実験室「ヘルゴラント島」の貴重な経験を得ました。 2003年に「BAH I」はClausthal-Zellerfeld工科大学の技術的な記念碑として引き継がれ、リトルデンマークの島の[Nautineum Stralsund]で同年に来ました。                                               |
|          | 1968–1983               | 中断した         | 10m        | Malter I, ドイツ民主共和国 このより小さい4.2×2mの生息地が、ドレスデン近くのMalterダムで最大深さ10mで使用された。 1968年11月の2日間のミッションは、凍った水面下の最初の生息地として8mの深さで行われました。 1972年、この生息地は1983年まで整備され、使用されました。 |
|          | 1969–1971               | 中断した         | 157m       | Aegir, ハワイ/米国 この生息地は球形の中間モジュールによって相互接続された2つの2.7×4.6m 2の圧力室からなっていた。 システム全体は広々としたプラットフォーム上に配置されており、非常に良好な牽引特性を有していました。 ハワイのマカプウポイントの前には24.4メートルでダイビングが25回、60.1メートルで3回、1971年に157.3メートルでダイビングが行われました。 生息地の低温とヘリウム雰囲気中の限られたコミュニケーションから問題が生じました。 1971年から1975年の間、このシステムはダイビングシミュレーションに使用されました。 |
|          | 1969–1970               | 中断した         | 13,1m      | Tektite (Unterwasserlabor)\|Tektite I, Tektite II と Minitat 「テクタイト」の生息地は2つの塔から構成され、それぞれ2つの床があります。 塔は柔軟なトンネルでつながっていた。 Tektite私は13.1メートルで起こり、60日間続いた。 |
|          | 1969                    | 中断した         | 186 m      | Sealab III, San Clemente/カリフォルニア州, 米国 "シーラブII"の完成時に、生息地は600フィート以上の深さに改造され、 "シーラブIII"と命名されました。 1969年2月には、San Clemente、カリフォルニアで下降しました。 ヘリウム漏れを修復しようとする試みにおいて、4つのダイバーのうちの1人は、ソーダ石灰の欠如のために致命的な事故を被った。 海洋が設定されました。 |
|          | 1969                    | 情報なし         | 10m        | Sublimnos, Tobermory/カナダ Joe MacInnisはダイビングクラブや小規模大学にも費用対効果の高いモデルを提供するため、カナダ生息地のSublimnos（陸水学に基づく）を計画していました。 その時の生息地の建設は約10,000ドルであったが、彼はその価格を将来約2,000ドルに下げることを望んでいた。 彼は、誰もが生息地に自由にアクセスできるようにする、いわゆる「ハッチ・ハッチ（Open Hatch）」原則を作成しました。 Sublimnosには2つの折り畳みテーブルがあり、天井には観察用のドームがあり、4つのサイドウィンドウがあります。 居住可能な上部は高さ2.7mで、直径2.4m、すなわち約10m 3の容積を有していた。 生息地には海岸から空気が供給されていた。 1975年、MacInnis財団はそれをオンタリオ州のSeneca Collegeに寄付しました。                                                                               |
|          | 1969                    | 中断した         |            | ヘルゴラント島, ドイツ 水中実験室の「ヘルゴラント島」は、元ドイツの水中基地であり、より寒い海域で使用するための飽和潜水用の最初の固定式ダイビングシステムです。 |
|          | 1969                    | 中断した         | 12m        | Operation Atlantide, Lago di Cavazzo, イタリア このプラントはいくつかの相互接続されたシリンダーから成り、「Lago di Cavazzo」で深さ12メートルの海底駅として使われました。 |
|          | 1970                    | 中断した         | 20m        | Shelf I, ブルガリア シェルフIは2.5m×6mの鋼製円筒で構成され、深さ20mの黒海にブルガスを固定しました。 1970年8月に、最初の3人の水上飛行士が施設に入り、そこに4日半を費やしました。 内部温度は外気温（24℃）と同じであり、湿度は90〜95％であった。 ミッションの終わりに、ダイバーはカプセルによって供給船に運ばれ、そこでそこにある圧力室に連結された。 地方の減圧は33.5時間かかった。 2回目の最終ミッションは9月に始まりましたが、悪天候のために3日後にキャンセルされました。 |
|          | 1972                    | 破壊された       | 10m        | HUNUC, 南アフリカ HUNUC（「ナタール水中クラブの生息地」の略）は、南アフリカで初めての水中実験室でした。 しかし、施設は概念的な誤りや悪天候のために位置を決めた直後に破壊された。 |
|          | 1972–1975 1986–         | 操作可能な       | 32m / 6,5m | La Chalupa, ab 1986 Jules Undersea Lodge\|Jules’ Undersea Lodge, フロリダ, 米国 UWLの「La Chalupa」は、海洋資源開発財団（MRDF）とプエルトリコ政府から資金提供を受けました。 これは、長方形のスペースで接続された2つのシリンダーで構成され、総面積は32㎡です。 それは5人用に設計され、32mの深さまで11回のミッションに使用されました。 1986年以来 6.5メートルのところに、この施設は世界初の水中ホテルとなります。 MarineLab と Jules Undersea Lodge は同じラグーンにあります。 |
|          | 1973                    | 中断した         | 30m        | Seatopia, 海洋研究開発機構, 日本 このシステムは、水深最大100mで30日間の居住を目標とし、以下のモジュールで構成されている。 - 居住空間（2.3m×10.5m）は、 - 人輸送カプセル（PTC）（1.7 m×2.8 m） - 補給船はこのプログラム用に特別に建設されたもので、PTCを結合できるデッキ減圧室（DDC）を備えていた。 1969年に完成したが、この居住基地は数年間のシミュレーションにのみ使用されている。 1973年9月、日本の東京湾南西部の横須賀に30mの深さで「シートピア」が固定され、4人の水上アナウンサーがこの複合施設に搭乗した。 この任務は68時間続いた。 |
|          | 1973                    | 実装されていない | -          | Village Sous-Marin (Jacques Rougerie), フランス Jacques Rougerieは、カリブ海（ヴァージン諸島）から40メートル離れた250人の科学者による長期の研究訪問の拠点として、NASAと米国海洋写真庁（NOAA）に代わってこの水中不動産を設計しました。 |
|          | 1974–1984 2008–情報なし | 中断した         | 9m         | Wildschütz UW-Station RI, RII, RIII, ドイツ この小さなコンプレックス（RI）の最初の部分は1974年に建設され、1980年と1984年の第2回（RII）は、[Bergwitzsee]で初めて使用され、主に潜水防衛地域での訓練に使用されました。 それは、それから分岐した3つのカプセルを有するきのこ形の基部からなる。 1998年には、[Wildschütz（Mockrehna）\|Wildschütz]に輸送され、2008年に修理され、9mの深さで再開されました。 |
|          | 1977                    | 中断した         | 300m       | Bentos-300, ソビエト連邦 Bentos-300（「Bentos-300」と発音）は、海底に設置された操縦可能な潜水艦でした。 出口ロックがあり、約25人で海底で約2週間を費やすことができました。 1966年に既に発表されていますが、1977年に初めて使用されました。目標深度は300mでした。 1992年にロシアの黒海港ノヴォロシースクのBentos-300 'に沈没した後、それを回復しようとするいくつかの試みに失敗した。 2011年11月に解体され、6ヶ月後に上陸した。 |
|          | 1977                    | 中断した         |            | Galathee (Jacques Rougerie), フランス Jacques Rougerieのこの最初の水中生息地は、1977年8月4日に開始されました。 セミ・モービルおよびフリーフローティング構造の外殻は、鋼製で、アクリル樹脂窓を有し、ネオプレンの可動バラスト体を有していた。 それは56立方フィートのスペースで4人から7人の乗組員のためのスペースを提供しました。 |
|          | 1978                    | 中断した         |            | Aquabulle (Jacques Rougerie), フランス 潜水鐘「Aquabulle」は1978年3月に初めて使用され、深さ60mまでの水中観測所でした。 280cmの高さと250cmの直径で、それは数時間にわたって3つのダイバースペースを提供した。 |
|          | 1981                    | 中断した         | 12m        | Hippocampe (Jacques Rougerie), フランス 1981年12月、この生息地はジャック・クストーの「Conshelf / Precontinent」が1962年に位置付けられた場所で委託されました。 「Hippocampe I」はJacques RougerieとBernard Gardette、「Comex」の心理学者によってテストされました。 「Galathee」と同様に、アクリル樹脂の大きな窓を備えたアルミニウム構造で構成されています。 この設計は、深度12mの7〜15日間、[彩度\|飽和状態]の2つのダイバーを収容することができました。 「Hippocampe I」は現在、Cancunで展示されています。 |
|          | 1984                    | 操作可能な       | 8m         | MEDUSA, ab 1984 MarineLab, 米国 「MEDUSA」（略して「Midshipmen Engineered＆Designed Undersea Systems Apparatus」の略語）という名称で1970年に早くも、 マリンアカデミーでは、1980年まで完成していませんでした。 1984年には、海洋資源開発財団（MRDF）に寄付され、MarineLabと改名され、初めて使用されました。 1985年、フロリダ州キーラーゴ島にある財団の本部のラグーンで最終的な場所に達しました。 '海の教室'としても知られている 'MarineLab'は、まだ稼働中の最も古い生息地で、長さ5nm、直径2.5nmの鋼製水槽で構成されています。 それは、直径80cmの窓と、生息地の下に直径168cmのアクリルガラスでできている完全にガラス張りの観察用のキュポラを持っています。 |
|          | 1989                    | 操作可能な       | 19m        | Aquarius Reef Base, 米国 'Aquarius'はアメリカの水中生息地で、フロリダ国際大学（FIU）が所有しています。 19メートルの深さにある大西洋のキー・ラルゴの南東約14キロに位置しています。 |
|          | 1991                    | 操作可能な       | 12m        | Eilat’s Coral World Underwater Observatory, エイラート/イスラエル この展望台の最初の部分は、1975年に作成され、1991年に拡張されました。 プロパティは、海岸からの桟橋や水面からの廊下を経由して12メートルの深さでアクセスできます。 |
|          | 1995                    | 情報なし         | 6m         | Red Sea Star, エイラート/イスラエル レストラン「レッドシースター」は、水面上の入り口エリア、水面下に6メートルのパノラマ窓があるレストラン、そして下のバラストエリアの3つのモジュールで構成されています。 全体の建設重量は約6,000トンです。 レストランの収容人数は105名です。 |
|          | 1997                    | 中断した         | 8m         | Scott Carpenter Space Analog Station, 米国 1997年と1998年に、この小さな生息地はフロリダキーラーゴ島で、深さ8mで31日間運転されました。 このようにして、科学とNASAの宇宙計画における学生と人々の関心を高めることが意図されていました。 |
|          | 2001                    | 情報なし         | 8m         | Divescope, ニューカレドニア 「Divescope」は、[Plexiglas]製のより大きな潜水鐘と、あなたが完全に出現できる乾燥したエリアのスチールでした。 それは約8メートル（26フィート）の深さでニューカレドニアの首都、[ヌメア]の前のラグーンに位置していました。 6人が30分滞在できました。 「ダイススコープ」は、水中の結婚式に使用されました。 構成はJacques Rougeriesの 'Aquabulle'（上を参照）と同様です。 |
|          | 2004                    | 操作可能な       | 5m         | イター Undersea Restaurant, モルディブ 「Ithaa」（「ディベヒ語で真珠層を意味する）は、コンラッド・モルディブ・ランガリ島のホテルにある、世界で唯一完全に艶をかけた水中レストランです。 水面からの回廊を通って到達することができるので、訪問者は長時間の圧縮や減圧処理を必要とせずに乾いた足で植物に出入りすることができます。 「イサア」はM.J。によって書かれた。 マーフィー・リミテッド（Murphy Ltd.） が建設され、重量は175トンです。 |
|          | 2005 2007               | 中断した         | 12&m       | Progetto Abissi, イタリア このプロジェクトは、ダイビングクラブの「Explorer Team Pellicano」の「La Casa in Fondo al Mare」（イタリアの 'The House Under the Sea' '）と呼ばれ、3つの円筒形のステーションで構成され、プラットホーム TVゲームショーのために。 2005年9月に初めて10日間開催されました。 2007年には、6頭の水鳥が14日間植物に住んでいました。 |
|          | 2006                    | 実装されていない | 情報なし   | Hydropolis, ドバイ 建築家のJoachim Hauserは、このドバイでの贅沢なリゾートのこの主要プロジェクトを計画しました。 Das Konzept sah 220 Hotelsuiten vor 2005年に建設が始まったはずです。 しかし、パーム・アイランドの西側の元のサイトは不適切であるとされていたため、今後の予告まで延期されました。 施設は、ゲストが歓迎される陸上ステーションで構成されている必要があります。 それらはトンネルを経由して列車で主要エリアに運ばれるべきです。 その計画は、海底のシステムの基礎として直径210mの円形の壁を作り、その後、その中心から海水（785,000m3）を汲み出し、これに基づいて建設を開始することでした。 プロジェクト管理は、同社のSIBCインダストリアル・ビルディング・コンサルタント、同社のシーメンス社の技術アドバイス、同社のオストシー・コントール社の海洋調査によって引き継がれました。 |
|          | 2007                    | 中断した         | 3m         | Biosub, オーストラリア オーストラリアのロイド・ゴッドソンは2007年に12日間水面下のコンテナに住んでいました。 この実験の焦点は自閉症でした。 彼は自転車のホームトレーナーと酸素の一部を使ってChlorella藻類の系で自らのエネルギーを作りました。これは空気から二酸化炭素をも濾過する必要があります。 プロジェクトは計画どおりに円滑に進まなかったものの、自立システムの重要な洞察が得られました。 |
|          | 2008                    | 実装されていない | 12m        | Poseidon Undersea Resort, フィジー 「ポセイドン海底リゾート」の水中エリアは、丸い部屋のモジュール（いわゆる「ポッド」、カプセルの英語）とバーやレストランなどの2つの丸い共同エリアの側面につながっている長い廊下で構成されています必要があります。 複合体は水面から持ち上げてアクセス可能で、透明な60 [mm]のポリメチルメタクリレートアクリル樹脂の70％からなる51m²の24の水中スイートが必要です。 |
|          | 2010                    | 計画された       | 30m        | Sea Orbiter (Jacques Rougerie) 「海オービター」は、フランス海洋研究計画の予定駅です。 イニシエータはフランスの「水中建築家」ジャック・ルーゲリです。 「海上オービター」の全高は約51m、そのうち30mは水面下にあるべきです。 駅は垂直に進み a。 大西洋を探索する。 駅はもともと2010年に流通する予定でしたが、このプロジェクトは現在計画段階にあります。 打ち上げのための新しい可能性のある日付は、2015年5月のように、ただ一つのコンポーネントである "SeaOrbiter"の "Eye"が完成したので、まだ言及されていません。 |